# Clase África
La clase África fue una serie de navíos de línea de la Armada Española que constaba de una serie de tres buques de 70 cañones nominales cada uno, repartidos en dos cubiertas. De acuerdo con los estándares británicos, la serie quedaba categorizada como de tercera clase.

## Diseño
En 1745 se confirmaron los pedidos de tres barcos de esta clase, de 70 cañones, a construir por la Real Compañía de La Habana. Sus requisitos y diseño final fueron definidos por Cipriano Autrán, quien también diseñó y construyó los barcos junto con Pedro de Torres en el Real Astillero de La Habana. Los barcos eran versiones mejoradas de los anteriores navíos de la clase Reina.
El armamento de inicio de la serie era de 70 cañones, distribuidos de la siguiente forma:
• Cubierta inferior: 28 × cañones de 24 lb.
• Cubierta superior: 30 × cañones de 18 lb.
• Cubierta intermedia: 10 × cañones de 8 lb.
• Castillo de proa: 2 × cañones de 8 lb.
Los navíos Vencedor y Tigre vieron pronto elevado su armamento hasta un total de 74 cañones en 1750 (el África ya se había perdido en 1748), si bien por el incidente y posterior incedio del Vengador ese mismo año, únicamente el Tigre pudo hacer uso de esa dotación de armamento hasta su captura a manos de los británicos en La Habana en 1762. El rebautizado como HMS Tiger prestó servicio en la Royal Navy durante los diciséis años siguientes hasta que le fue retirado el armamento y convertido en buque hospital en 1778. Finalmente, fue vendido para desguace el 10 de junio de 1784.
La Armada española no pudo nunca disponer de la serie completa, ya que para cuando el último buque de la misma, el Tigre, se asignó a la Armada en enero de 1749; ya había sido incendiado el África en La Habana para evitar su captura a manos de los británicos en el final de la Guerra del Asiento.

## Buques de la clase
| Nombre de advocación  | Nombre   | Astillero                   | Autorizado | Puesta de quilla    | Botadura                | Asignado             | Baja del servicio     | Observaciones                                                 |
| --------------------- | -------- | --------------------------- | ---------- | ------------------- | ----------------------- | -------------------- | --------------------- | ------------------------------------------------------------- |
| San Francisco de Asís | África   | Real Astillero de La Habana | 1745       | 8 de agosto de 1745 | 17 de agosto de 1746    | 20 de agosto de 1747 | 15 de octubre de 1748 | Incendiado para evitar su captura.                            |
| Santo Tomás           | Vencedor | Real Astillero de La Habana | 1745       | 8 de agosto de 1745 | 22 de diciembre de 1746 | 14 de enero de 1748  | 30 de octubre de 1750 | Incendiado accidentalmente en astillero.                      |
| San Lorenzo           | Tigre    | Real Astillero de La Habana | 1745       | 1 de agosto de 1746 | 17 de diciembre de 1747 | 15 de enero de 1749  | 25 de junio de 1762   | Capturado por el Reino Unido y vendido el 10 de junio de 1784 |